# Святая Екатерина (линейный корабль, 1713)
Святая Екатерина (с 1721 года — «Выборг») — парусный линейный корабль 3 ранга, спущенный в 1713 году.

## История постройки
Корабль «Святая Екатерина» был заложен на верфи Санкт-Петербургского Адмиралтейства 29 июня (10 июля) 1711 года корабельным мастером Ричардом Броуном.
В процессе строительства корабля ощущалась нехватка строительных материалов и рабочих рук (плотников). Для строительства не хватало корабельного леса, о чём доносил графу Апраксину в марте 1712 года вице-адмирал Корнелий Иванович Крюйс: «При адмиралтействе леса нет, от чего прошлого году и по ныне многие работные люди гуляют». В этом же письме Крюйс отмечал, что «по отлучению Вашего Высокого Превосходительства много пременилось и ничего не учинено к лучшему нужнейших дел исправлению». Виновниками происходившего Крюйс считал адмиралтейского советника Кикина и санкт-петербургского генерал-губернатора Александра Даниловича Меншикова.

Осенью 1711 года было принято решение из уже заложенных в Адмиралтействе кораблей в первую очередь достраивать линейный корабль «Полтаву»: в письме от 16 (27) сентября 1711 года Кикин писал Меньшикову: 
Не позволишь ли Ваша Светлость достраивать один корабль Полтаву, понеже он к предбудущей компании готов будет, а который корабль строил Броун, такожде и вновь закладывать ныне оставить, понеже оные к предбудущей компании не поспеют?..
«Святая Екатерина» была спущена со стапеля 8 (19) октября 1713 года. После спуска корабля на нём присутствовали «его царское величество, государыня царица и государь царевич».

## Описание

### Вооружение
Штатное вооружение корабля состояло из 60 пушек. На нижней палубе (гондеке) устанавливались 24-фунтовые пушки, на верхней палубе (опердеке) — 12-фунтовые пушки и на шканцах — 6-фунтовые. В состав вооружения линейного корабля, помимо 60 бортовых пушек, входили также резервные кормовые пушки. Были ли предусмотрены позиции для погонных (носовых) пушек, неизвестно.
В 1715 году «Святая Екатерина» была вооружена двадцатью шестью 24-фунтовыми пушками, двадцатью шестью 12-фунтовыми пушками и двенадцатью пушками 6-фунтового калибра, а по ведомости того же года, составленной месяцем ранее, все два имевшихся в то время на Балтийском флоте 60-пушечных корабля должны были вооружаться двадцатью четырьмя 24-фунтовыми, двадцатью четырьмя 12-фунтовыми и десятью 6-фунтовыми орудиями.
О якорном вооружении «Святой Екатерины» сведений не сохранилось. Известно только, что строящиеся в июне 1712 года корабли русского флота планировалась вооружать 4-5 якорями весом от 110 до 115 пудов.

### Экипаж
Общая численность экипажа корабля в разные годы варьировалась: в июне 1714 года экипаж «Святой Екатерины» состоял из 456 человек при 62 орудиях, 17 (28) июля этого же года — из 383 (265 моряков и 118 солдат) при 64 пушках, в июле 1716 года — из 550 человек при 66 орудиях, в марте 1721 года — из 470 при 64 орудиях.
По регламенту, составленному Адмиралтейств-коллегией 5 (16) апреля 1718 года, экипаж 66-пушечных кораблей, к рангу которых принадлежала и «Святая Екатерина», должен был составлять 470 человек. В состав экипажа должны были входить семь офицеров: капитан, капитан-поручик, два поручика, два подпоручика и корабельный секретарь. Кроме офицеров в состав корабельной команды должны были входить также три мичмана, комиссар и провиантмейстер, шхипер, подшхипер, два штурмана, два подштурмана, боцман, четыре боцманмата, два шхимана, два шхиманмата, писарь, лекарь, два лекарских ученика, констапель, два подконстапеля, семь квартирмейстеров, 35 канониров, 12 кают- и дек-юнг, сержант от канонир, два капрала от канонир, 18 караульных солдат, поп, два трубача, четыре конопатчика, купор, два парусных ученика, слесарь, два повара, профос, десятник, три плотника и 343 матроса.

#### Командиры
| Командиры «Святой Екатерины» | Командиры «Святой Екатерины»      | Командиры «Святой Екатерины» |
| Имя                          | Звание (на момент командования)   | Время командования           |
| ---------------------------- | --------------------------------- | ---------------------------- |
| Мартин Петрович Госслер      | капитан 3 ранга                   | 1714                         |
| Вейбрант Шельтинг            | капитан-командор                  | 1715                         |
| Пётр Иванович Сиверс         | капитан-командор                  | 1716                         |
| Питер Беземакер              | капитан                           | 1717                         |
| Томас Гордон                 | капитан-командор                  | 1718                         |
| Эрасимус Гарбо               | капитан-поручик (и. о. командира) | 1719                         |
| Пётр Петрович Бредаль        | капитан                           | 1719 — 1720                  |
| Матиас Фалкенберг            | капитан 2 ранга                   | 1721                         |
| Джеймс Лоренс                | капитан 3 ранга                   | 1723                         |
| Матиас Фалкенберг            | капитан 1 ранга                   | до 26 февраля 1724           |

## История службы
- 1714—1721 — Участвовал в Северной войне:
  - 1714—1715 — Крейсировал в Финском заливе.
  - Июль 1716 — Перешел в составе эскадры из Ревеля в Копенгаген
  - 5—14 августа 1716 — Плавал в Балтийском море в составе четырех объединенных флотов (русского, датского, голландского и английского)
  - 22 октября 1716 — Прибыл в Ревель.
  - 4 июня — 16 июля 1717 — В составе эскадры генерал-адмирала графа Ф. М. Апраксина участвовал в крейсерстве у берегов Швеции и высадке десанта на о-в Готланд.
  - Июль-сентябрь 1718 — Крейсировал в составе эскадры в Финском заливе.
  - Июнь-июль 1719 — Крейсировал в составе корабельного флота в Финском заливе и Балтийском море, прикрывая переход гребного флота с десантом к берегам Швеции.
  - 28 июля — 5 августа 1719 — В составе отряда капитан-командора Н. А. Сенявина занимался разведкой шведских берегов в районе залива Бровикен у Норрчёпинга.
  - Июнь 1721 — В составе эскадры сопровождал линейный корабль «Ингерманланд» под флагом Петра I в залив Рогервик.
  - 21 июня — 5 июля 1721 — Находился в составе эскадры у Красной Горки.
- 1722—1724 — Практические плавания в Финском заливе.
- 1727 — Переоборудован в прам.

## Память
После завершения службы «Святой Екатерины» название корабля передавалось от корабля к кораблю ещё несколько раз. Преемниками «Святой Екатерины» являлись 3 парусных линейных корабля постройки  1721, 1742 и 1762 годов.

## Использованная литература и источники
1. ↑  Указ о высылке к адмиралтейству на вечное житьё работных людей из Казаньской губернии, 1710 года августа 18 // Елагин С. Материалы для истории русскаго флота. — 1866. — Т. III. — С. 245. Архивировано 4 марта 2016 года.
2. 1 2  Выписка из письма Крюйса к графу Апраксину из Санкт-Петербурга, 1712 года марта 7 // Елагин С. Материалы для истории русскаго флота. — 1865. — Т. I. — С. 276. Архивировано 16 апреля 2014 года.
3. ↑  Письмо Кикина к Меншикову из Санкт-Петербурга, 1711 года сентября 16 // Елагин С. Материалы для истории русскаго флота. — 1865. — Т. I. — С. 255. Архивировано 16 апреля 2014 года.
4. ↑  Походный журнал Петра Великого 1713 г. СПб., 1854. С. 46. Цит. по: Болтунова, Екатерина. «Признаюсь, я вовсе не ожидал, что здешний двор так великолепен…». О церемониале русского двора XVIII века (php). Дата обращения: 17 марта 2010. Архивировано из оригинала 16 июля 2013 года.
5. 1 2  Список русских военных судов, бывших в Копенгагене и пришедших туда из Ревеля, 1716 год, июля 19 // Елагин С. Материалы для истории русскаго флота. — Санкт-Петербург: Типография Морского министерства, 1865. — Т. II. — С. 97. Архивировано 4 мая 2014 года.
6. ↑  Табель сколько обретается при Санкт-Петербурге и на Котлине острове кораблей и других судов и что на них пушек и каких калибров, 1715 года мая 3 // Елагин С. Материалы для истории русскаго флота. — Санкт-Петербург: Типография Морского министерства, 1865. — Т. I. — С. 618. Архивировано 16 апреля 2014 года.
7. ↑  Ведомость о пушках, потребных на корабли, 1715 года апреля // Елагин С. Материалы для истории русскаго флота. — Санкт-Петербург: Типография Морского министерства, 1866. — Т. III. — С. 520. Архивировано 4 марта 2016 года.
8. ↑  Роспись, представленная Крюйсом графу Апраксину о припасах какие надлежит из Воронежа зимним путём или водою привезть, 1712 г. июня 22 // Елагин С. Материалы для истории русскаго флота. — Санкт-Петербург: Типография Морского министерства, 1865. — Т. I. — С. 287. Архивировано 4 марта 2016 года.
9. ↑  Линия баталии флота, за подписью Гослера, по повелению шаутбенахта (Государя), на корабле Св. Екатерина у Ревеля, 1714 года июня 20 // Елагин С. Материалы для истории русскаго флота. — Санкт-Петербург: Типография Морского министерства, 1865. — Т. I. — С. 514. Архивировано 16 апреля 2014 года.
10. ↑  Мышлаевский А. З. Приложения. Табель № 9 // Пётр Великий. Война в Финляндии в 1712—1714 годах. Совместная операция сухопутной армии, галерного и корабельного флотов. — СПб.: Военная типография, 1896. — С. 153. Архивировано 5 мая 2014 года.
11. ↑  Реестр вооружённым, готовым кораблям ревельской эскадры в марте 1721 года // Елагин С. Материалы для истории русскаго флота. — Санкт-Петербург: Типография Морского министерства, 1865. — Т. II. — С. 550. Архивировано 4 мая 2014 года.
12. ↑  Именные указы, объявленные адмиралтейств-коллегией и извлечения из указов, журналов и протоколов коллегии, 1717-1718 // Елагин С. Материалы для истории русскаго флота. — Санкт-Петербург: Типография Морского министерства, 1869. — Т. IV. — С. 352-353. Архивировано 14 июля 2015 года.

#### Монографии
- Матвеева Т. М. Убранство русских кораблей. — Л.: Судостроение, 1979. — 223 с.
- Мышлаевский А. З. Пётр Великий. Война в Финляндии в 1712—1714 годах. Совместная операция сухопутной армии, галерного и корабельного флотов. — СПб.: Военная типография, 1896. — 475 с.
- Anderson R. C. Naval Wars in the Baltic (англ.). — London, 1969.

#### Справочная литература
- Веселаго Ф. Ф. Список русских военных судов с 1668 по 1860 год. — СПб.: Типография морского министерства, 1872. — 798 с.
- Чернышёв А. А. Российский парусный флот. Справочник. — М.: Воениздат, 1997. — Т. 1. — 312 с. — (Корабли и суда Российского флота). — 10 000 экз. — ISBN 5-203-01788-3.
- Широкорад А. Б. 200 лет парусного флота России / Под ред. А. Б. Васильева. — 2-е изд. — М.: «Вече», 2007. — 448 с. — ISBN 978-5-9533-1517-3.